# Harvard Kennedy School
Die Harvard Kennedy School – John F. Kennedy School of Government (HKS) ist eine akademische Einrichtung („school“) der amerikanischen Harvard-Universität in Cambridge, Massachusetts in den Vereinigten Staaten. Sie wurde 1936 gegründet und ist eine interdisziplinäre Graduate School für Politikwissenschaft, Staatswissenschaft, Politische Ökonomie und Public Policy. Sie gehört in diesem Hochschulspektrum zu den angesehensten Einrichtungen weltweit.

## Geschichte
Die Einrichtung hieß bei der Gründung Harvard Graduate School of Public Administration und wurde mit einer 2-Millionen-US-Dollar-Spende des Politikers Lucius N. Littauer ermöglicht. 1937 nahm sie ihre ersten Studenten auf. 1966 wurde sie zu Ehren des drei Jahre zuvor ermordeten Präsidenten John F. Kennedy umbenannt.

## Abschlüsse
Die Harvard Kennedy School verleiht einen sogenannten Advanced Degree Abschluss: Der traditionelle Abschluss ist der Master of Public Administration (MPA), der ein volles zweijähriges Programm analog zu anderen Harvard professional schools (Harvard Business School/MBA, Harvard Law School/LLM) anbietet. Studierende in diesem Programm müssen ein vollständiges Masterstudium nachweisen, um das Aufbauprogramm absolvieren zu können. Die Harvard Kennedy School gilt als Urvater des Master of Public Administration Degrees, das seither viele andere Professional Schools adaptiert haben. Der erste Jahrgang absolvierte das Programm im Jahr 1938. Seit einigen Jahren gibt es auch einen grundständigen Master of Public Policy (MPP), zu dem die Zulassung mit nur einem Bachelorabschluss erfolgen kann. Darüber hinaus gibt es ein einjähriges „mid-career program“ (MC/MPA), das besonders für Menschen in der Mitte ihrer Karriere konzipiert wurde, für welches jedoch andere Zulassungsvoraussetzungen als für den vollwertigen MPA gelten.

## Forschungszentren
Die Harvard Kennedy School beherbergt und ist mit einer Reihe von Instituten und Forschungszentren verbunden:
- Ash Center for Democratic Governance and Innovation
- Belfer Center for Science and International Affairs
- Carr Center for Human Rights Policy
- Center for International Development
- Center for Public Leadership
- Institute of Politics
- Malcolm Wiener Center for Social Policy
- Mossavar-Rahmani Center for Business and Government
- Joan Shorenstein Center on the Press, Politics & Public Policy
- Taubman Center for State and Local Government
- The Women and Public Policy Program

## Persönlichkeiten
- Amani Abou-Zeid (* vor 1980), Kommissarin der Afrikanischen Union für Infrastruktur und Energie seit 2017
- Ban Ki-moon (* 1944), Generalsekretär der Vereinten Nationen, graduiert 1984
- Felipe Calderón (* 1962), Präsident von Mexiko, graduiert 2000
- Frank Chikane (* 1951), südafrikanischer Geistlicher und Politiker, graduiert 1995
- Tsachiagiin Elbegdordsch (* 1963), ehemaliger Premierminister und seit 2009 Präsident der Mongolischen Volksrepublik, graduiert 2002
- Carlos Salinas de Gortari (* 1948), ehemaliger Präsident von Mexiko, graduiert 1973 (MPA) und 1976 (PhD)
- Lee Hsien Loong (* 1952), Premierminister von Singapur, graduiert 1980
- Maia Sandu (* 1972), Präsidentin der Republik Moldau
- Miguel de la Madrid Hurtado (1934–2012), ehemaliger Präsident von Mexiko, graduiert 1965
- Fidelis Leite Magalhães (* 1980), osttimoresischer Politiker
- Jamil Mahuad (* 1949), ehemaliger Präsident von Ecuador, graduiert 1989
- Amélie de Montchalin (* 1985), französische Staatssekretärin
- José Maria Figueres Olsen (* 1954), ehemaliger Präsident von Costa Rica und CEO des World Economic Forum, graduiert 1991
- Loukas Papadimos (* 1947), Gastprofessor an der HKS
- Eduardo Rodriguez (* 1956), ehemaliger Präsident von Bolivien, graduiert 1988
- Pete Rouse (* 1946), Stabschef im Weißen Haus, graduiert 1977
- Juan Manuel Santos (* 1951), Präsident von Kolumbien und Friedensnobelpreisträger, graduiert 1981
- Gabriel Schoenfeld (* 1955), Berater von Mitt Romney, Kandidat bei der US-Präsidentschaftswahl 2012, Promotion 1989
- Ellen Johnson Sirleaf (* 1938), Präsidentin von Liberia und Friedensnobelpreisträgerin, graduiert 1971
- Frederick Sumaya (* 1950), ehemaliger Regierungschef von Tansania, graduiert 2007
- Tshering Tobgay (* 1965), Ministerpräsident von Bhutan, graduiert 2004
- Pierre Trudeau (1919–2000), ehemaliger Premierminister von Kanada, graduiert 1945
- Donald Tsang (* 1944), Verwaltungschef von Hongkong, graduiert 1982
- Robert Zoellick (* 1953), ehemaliger Präsident der Weltbank, graduiert 1981

## Belege
1. ↑  Dean's Office
2. 1 2  Numbers & Facts
3. ↑  History
4. ↑  Master in Public Administration. Abgerufen am 13. November 2024 (englisch).
5. ↑  About. Abgerufen am 13. November 2024 (englisch).
6. ↑  About. Abgerufen am 13. November 2024 (englisch).
7. ↑  Master in Public Policy. Abgerufen am 13. November 2024 (englisch).
8. ↑  Mid-Career Master in Public Administration. Abgerufen am 13. November 2024 (englisch).
9. ↑  Harvard Kennedy School: Centers & Initiatives. Abgerufen am 2. Juni 2018 (englisch).

Koordinaten: 42° 22′ 16,7″ N, 71° 7′ 16,7″ W